# Радован (часопис за децу)
Радован: поучан и забаван лист за српску децу је часопис који је излазио у првој половини 1876. године у Новом Саду, а објављена су само четири броја. Покренуо га је Стеван В. Поповић. 

## О часопису
За појаву Радована заслужан је Стеван В. Поповић, популарно називан чика Стева. Часопис се одликовао високим квалитетом литерарних и ликовних прилога и његов садржај је учинио да постане први књижевни лист за децу. Његови сарадници су познати књижевници, међу којима је и Змај. Радован је значајан и по томе што је претходник Змајевог Невена, који ће бити покренут четири године касније.

### Змајева песмаПоздрав деци
| „ | Он ће бити вашем срцу Вашој души рана. Забавице, поучице Ведрога погледа, Он ће да вам лепо прича, Лепо приповеда… | ” |

На првој страни првог броја Радована је Змајева песма Поздрав деци. Из ових неколико наведених стихова се види да је програмски акценат листа на забави и поуци.

### Позив на претплату
Радован ће доносити животописе знаних Срба и Српкиња, поуке из природе и људске радиности, путописе из путовања по српским крајевима, приповетке, приче, песме, игре, загонетке и питалице, а расветљаваће овај поучни и забавни садржај сликама и ликовима.

### Престанак излажења
Престао је да излази због материјалних тешкоћа издавача. Ипак, Стеван Поповић је годинама гајио наду да ће обновити излажење листа. Нешто касније, 1880. године, Змај покреће свој лист са књижевним прилозима за децу који су имали уметничку вредност. Покретање Невена је изазвало и прекид дугог личног, сарадничког и књижевног пријатељства између чика Јове и чика Стеве.

## Уредник
Стеван Поповић је уредник сва четири броја часописа. Он је био школски радник и писац, следбеник Ђорђа Натошевића. За време школовања и 
службовања у Пешти, упознао је мађарске листове за децу и био добро информисан о немачким листовима за младе. Посебно је био 
заинтересован за квалитет књижевних прилога. После више покушаја да оснује часопис за децу, уз свесрдну помоћ Јована Јовановића Змаја и 
Ђорђа Натошевића, остварује се заједничка жеља и покреће се Радован. Стеван Поповић је тада већ искусни уредник и издавач, као и 
приређивач збирки песама и књижевних текстова.

## Аутори прилога
- Јован Јовановић Змај
- Стеван Поповић
- Ђорђе Натошевић
- Милан Милићевић
- Аркадије Варађанин

## Илустратор
Све песме и приче, као и насловну страну часописа илустровао је сликар Миливоје Мауковић, који је био илустратор и у другим новосадским листовима.

## Галерија слика
- Радован, насловна страница свеске 2 из 1876. године
- Радован, насловна страница свеске 3 из 1876. године
- Радован, насловна страница свеске 4 из 1876. године
- Радован, свеска 2 из 1876. године
- Радован, број 3 из 1876. године
- Радован, свеска 4 из 1876. године